# Acer caloneurum
Acer caloneurum é uma espécie de árvore do gênero Acer, pertencente à família Aceraceae.